# Mater Olbia Hospital
Il Mater Olbia Hospital è un ospedale privato convenzionato con il servizio sanitario nazionale. Si trova ad Olbia ed è il risultato della partnership fra Qatar Foundation e Policlinico Universitario A. Gemelli IRCCS.

## Storia
Il 13 luglio 2017 Qatar Foundation e Policlinico Universitario A. Gemelli IRCCS annunciano la firma di una joint venture. L'ospedale, acquisito da QFE attraverso la piattaforma di investimento europea nel maggio 2015, è oggetto di importanti interventi strutturali e tecnologici che portano alla definizione della struttura del nuovo ospedale Mater Olbia.
Tra il dicembre 2018 e il gennaio 2019 si avviano le prime attività ambulatoriali. che interessano aere mediche (cardiologia, endocrinologia, gastroenterologia, neurologia e pneumologia) e aree chirurgiche (chirurgia generale, neurochirurgia,  otorinolaringoiatria, ginecologia e senologia)   
Nel giugno 2019 i servizi diagnostici, come il laboratorio analisi e la diagnostica per immagini, vengono accreditati dall'amministrazione regionale. Nel mese successivo il Mater Olbia Hospital diventa pienamente operativo: con 248 posti letto, 202 convenzionati con il Sistema sanitario nazionale e 46 privati.
Nel marzo 2020, già in corso di pandemia, il Mater Olbia Hospital è stato individuato fra le strutture di ricovero per la cura dei pazienti affetti da COVID-19, per l’area del Nord Sardegna.
Già nell'aprile successivo, visto il progressivo miglioramento della situazione epidemiologica regionale e nazionale, d'intesa con l'assessorato alla sanità della Regione Sardegna, l'ospedale cessa la sua funzione di struttura dedicata ai pazienti affetti da COVID-19.
Nel giugno 2020, il Mater Olbia è stato coinvolto in una ricerca internazionale, condivisa con l'Università Cattolica del Sacro Cuore. Lo studio aveva come obbiettivo di valutare gli anticorpi e le risposte del sistema immunitario umano, nel plasma di pazienti guariti dal Covid-19. Questa ricerca è stata possibile grazie al coinvolgimento dell'Ambasciata d'Italia a Doha, la Qatar Foundation e l'Hamad Medical Corporation, che hanno permesso di trasportare il plasma in Italia.
Nel novembre del 2021, si è inaugurato il Reparto di Radioterapia Oncologica.

## Modello organizzativo e attività
Le specialità attive al Mater Olbia Hospital sono le seguenti:
- Anestesia e terapia intensiva
- Cardiologia
- Chirurgia Endocrinologica e Bariatrica
- Chirurgia Generale
- Chirurgia plastica e ricostruttiva
- Dermatologia
- Endocrinologia
- Fisiatria: Riabilitazione post-acuta e Neuroriabilitazione
- Gastroenterologia ed endoscopia digestiva
- Ginecologia e Senologia
- Medicina di laboratorio
- Neurochirurgia
- Neurologia e Stroke Unit
- Oncologia medica
- Ortopedia e Traumatologia
- Otorinolaringoiatria (ORL) - Testa collo
- Pneumologia
- Proctologia
- Psichiatria
- Radiologia
- Radioterapia Oncologica
- Urologia

## Tecnologie
Le sale operatorie nel corso degli ultimi anni sono state dotate di sistemi all'avanguardia in grado di garantire, contemporaneamente, visione ad altissima definizione (Visione 4K) e tridimensionale (3D).
L'ospedale è inoltre dotato di una TAC e risonanza magnetica (MRI) con contrasto medio.